# Greg Hardy
Gregory Hardy Jr., född 28 juli 1988 i Millington, TN är en amerikansk MMA-utövare som sedan 2017 tävlar i organisationen Ultimate Fighting Championship.